# BMW 4
BMW 4 (F32) — серия компактных престижных автомобилей BMW, выпуск которых начался в июле 2013 года. Серия представляет собой отделившиеся от BMW 3 серии кузова купе и кабриолет. Помимо обычных автомобилей, с 2014 года выпускается также спортивная версия BMW M4. Предшественником нынешнего поколения (F32 (купе)/F33 (кабриолет)/F36 (четырёхдверное купе)) является BMW E92/E93, относившийся к BMW 3 серии.

## Появление

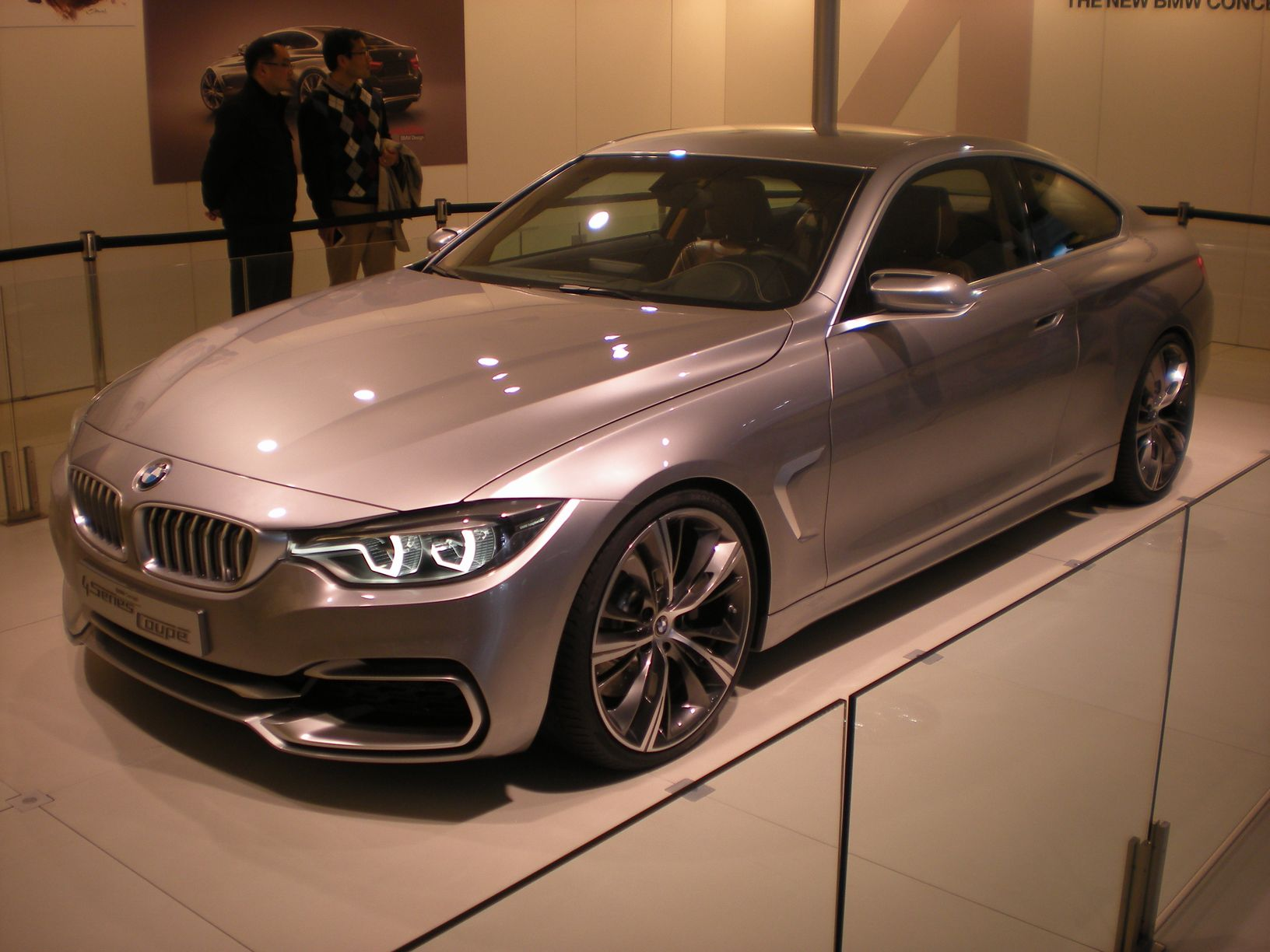
Концепт-кар

Желание выделить купе среднего класса в отдельную серию BMW выразила ещё в 2011 году. Тогда же была анонсирована дата появления (2013 год) и типы кузовов. Через год, в июле, журналистам удалось заснять тестирующуюся замаскированную версию M4. В начале 2013 года, на Североамериканском автосалоне в Детройте был показан концепт-кар автомобиля. На Токийском автосалоне был показан концепт версии M4, а также версия кабриолет. 

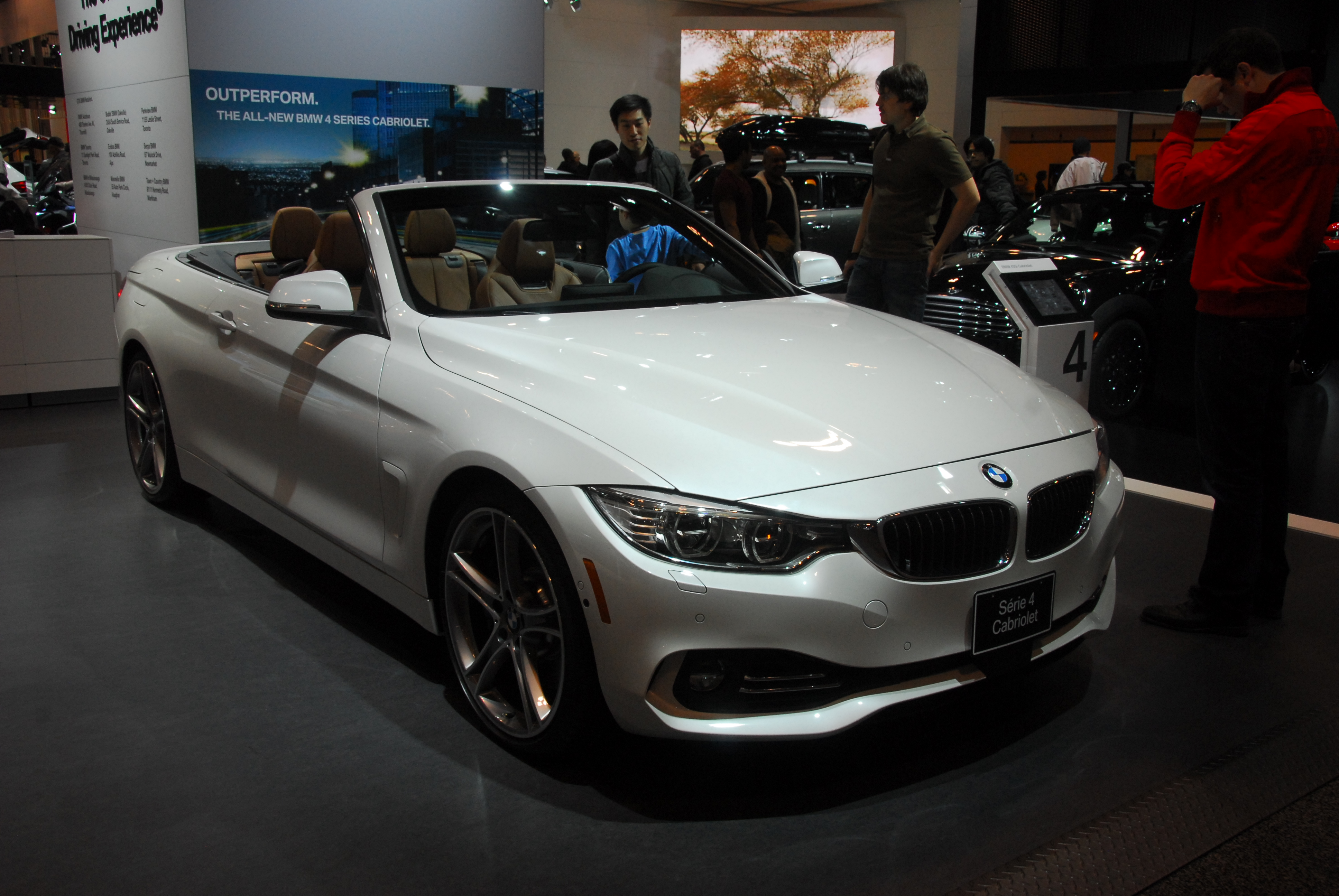
F33

Затем, на Франкфуртском автосалоне была показана окончательная версия. В середине 2013 года начался выпуск обычной версии купе. В декабре, спортивная версия была рассекречена: стали известны внешность автомобиля и двигатель. Официально представлена она была на Североамериканском автосалоне 2014 года. Версия Gran Coupe была представлена в феврале 2014 года.
На последнем автошоу во Франкфурте был представлен концепт новой 4-серии. На фоне этого уже есть множество иллюстраций как может выглядеть следующее поколение модели. 

## Характеристики

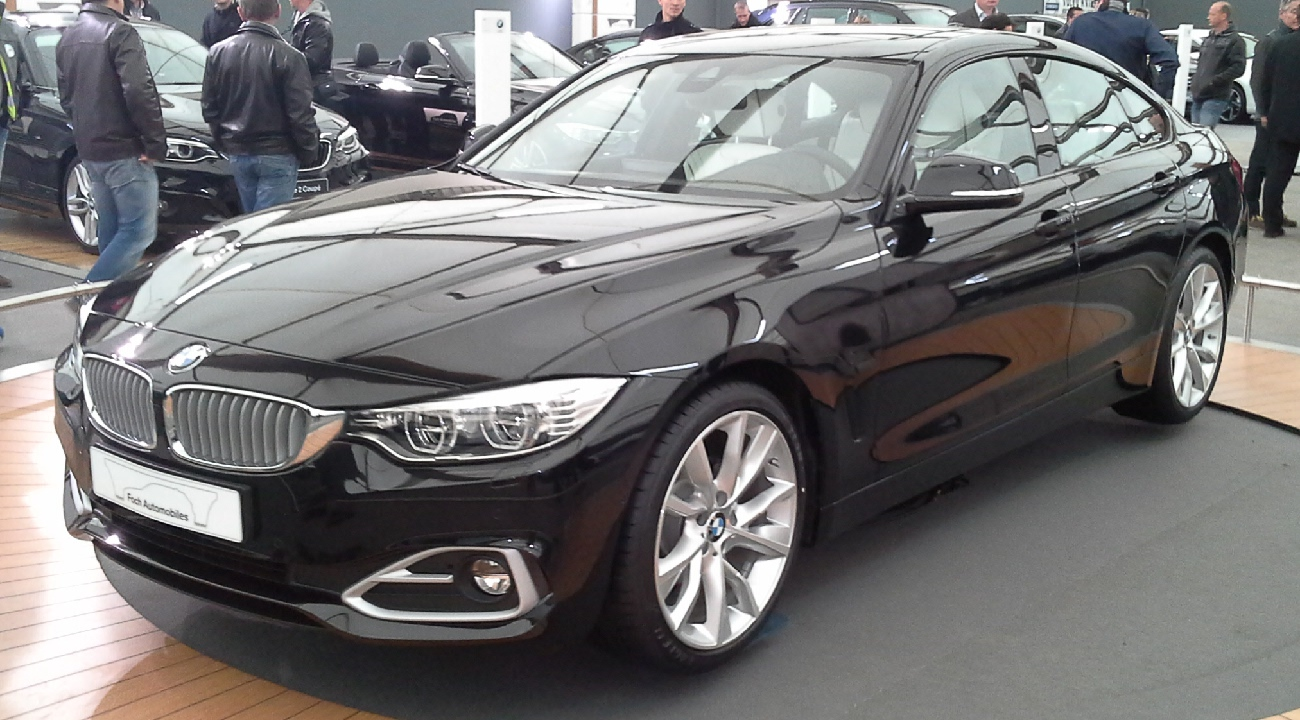
F36

4 серия построена на базе нового поколения 3 серии BMW (несмотря на то, что у них нет ни одной общей кузовной панели).
Для автомобилей доступно несколько вариантов 2- и 3-литровых бензиновых и дизельных двигателей конфигурации l4 и l6 с задним или полным приводом, а также с выбором 6-ступенчатой механической или 8-ступенчатой автоматической коробок передач.

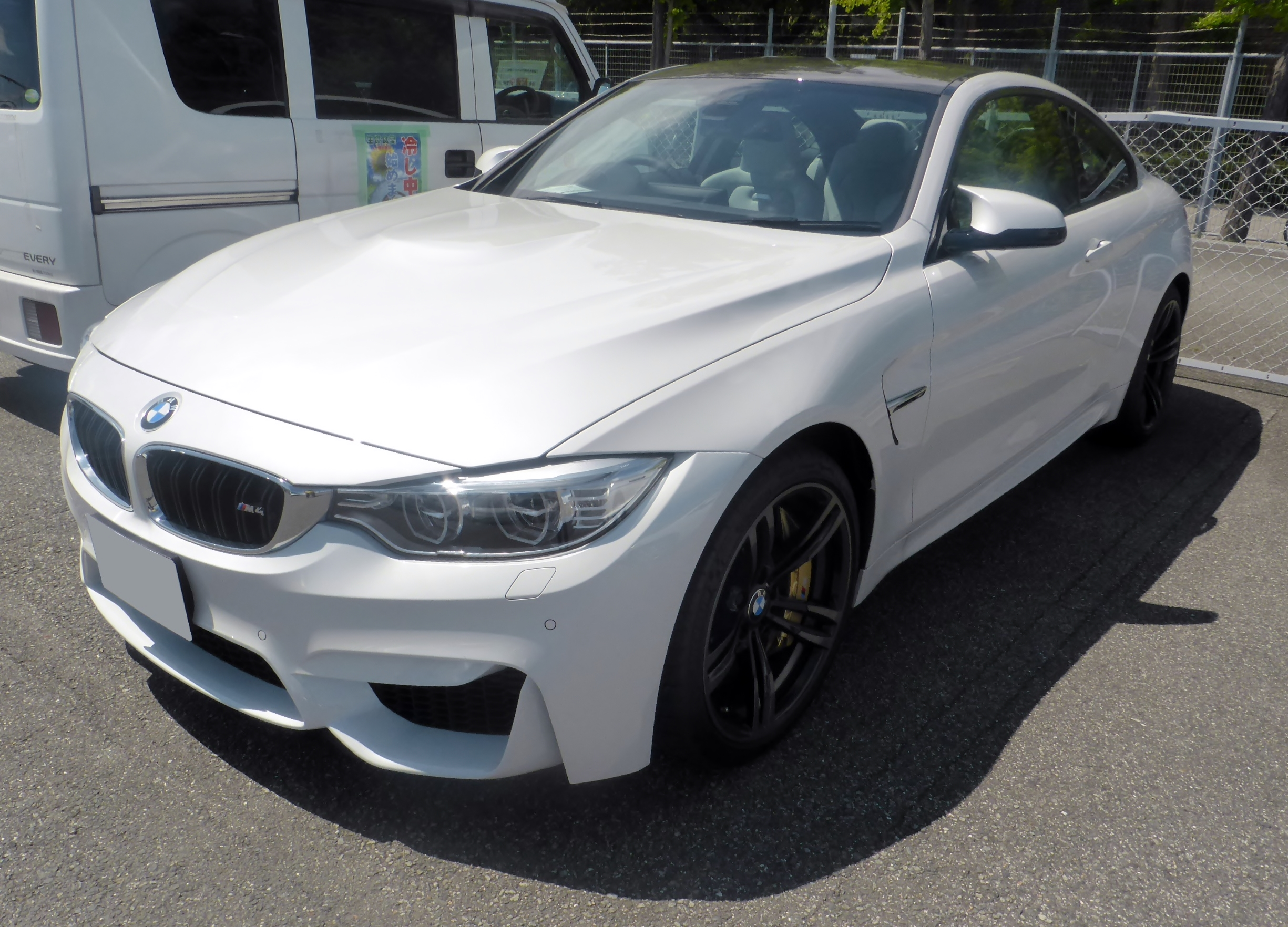
M4 Coupe (F82)

- Шины — передние - 225/50 R17 94V, задние - 225/50 R17 94V
- Диски — передние - 7,5 J x 17 легкосплавные, задние - 7,5 J x 17 легкосплавные
- Передняя подвеска — независимая, типа Макферсон, пружинная
- Задняя подвеска — независимая, многорычажная, пружинная
- Рулевое управление — электроусилитель руля
- Передние тормоза — дисковые, вентилируемые
- Задние тормоза — дисковые, вентилируемые
- Диаметр разворота — 11,3 м

## Продажи
| Год  | Продано BMW 4 Series, шт. |
| ---- | ------------------------- |
| 2015 | 758                       |
| 2016 | 530                       |
| 2017 | 544                       |
| 2018 | 637                       |
| 2019 | 401                       |
| 2020 | 384                       |

## Галерея

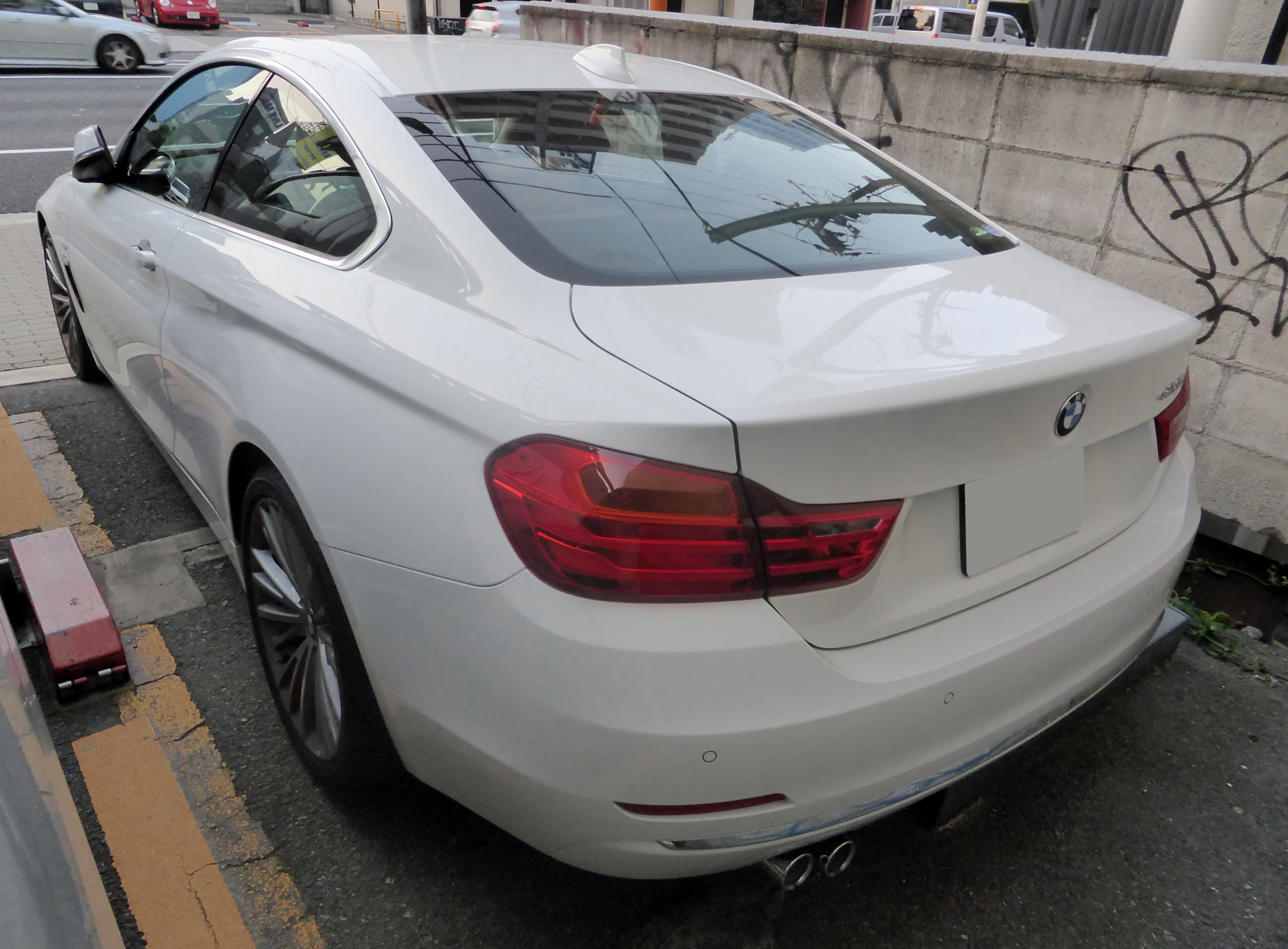
Вид сзади
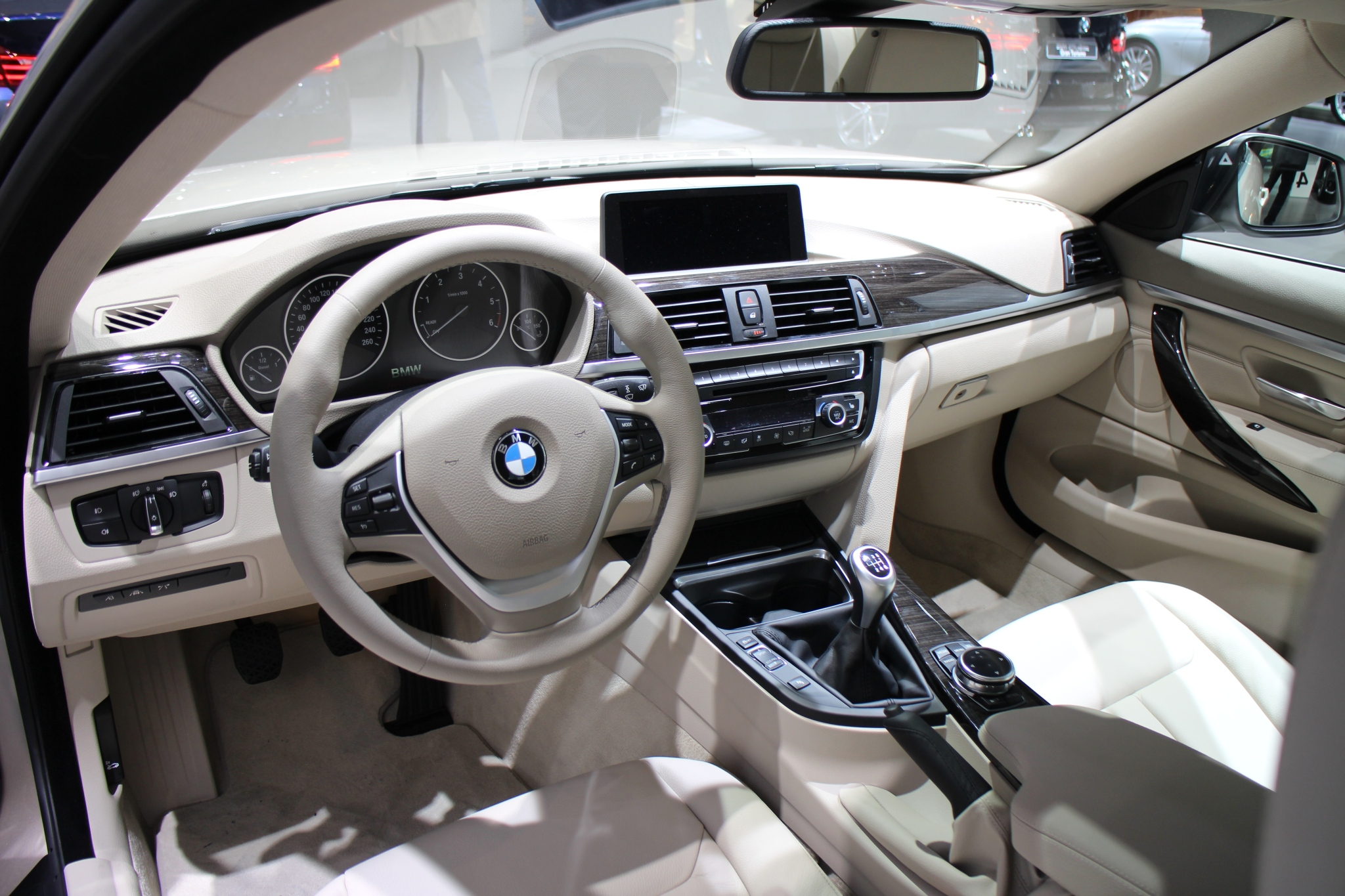
Интерьер